# جون ريبلي فريمان
جون ريبلي فريمان (بالإنجليزية: John Ripley Freeman) هو مهندس مدني ومهندس أمريكي، ولد في 1855 في Bridgton, Maine ‏ في الولايات المتحدة، وتوفي في 1932 في بروفيدنس في الولايات المتحدة.

## وصلات خارجية
- جون ريبلي فريمان على موقع إن إن دي بي (الإنجليزية)